# رقيب الشمس ضيق الأوراق
رقيب الشمس ضيق الأوراق (باللاتينية: Heliotropium angustifolium) نوع نباتي يتبع جنس رقيب الشمس من الفصيلة الحِمحِمية.
موطنه المكسيك.

## الوصف النباتي
نبات حولي قائم. أوراقه عادة ذات عروق غائرة في الوجه العلوي وبارزة في الوجه السفلي، والنورة انتهائية عنقودية ملتفة على شكل ذنب العقرب، والأزهار غالباً لاطئة، تتفتح في الربيع. والثمرة بنيدقة (بالإنجليزية: Nutlet)‏. النبات سام.